# 艾莉森·贝克德尔
艾莉森·贝克德尔（英語：Alison Bechdel，/ˈbɛkdəl/，BEK-dəl；，1960年9月10日—）是一位美国漫画家、作家。最初以长篇连环漫画《Dykes to Watch Out For》而小有名气，在2006年凭借視覺文學回忆录《Fun Home》获得商业上的成功，后来被改编为同名音乐剧，并在2015年获得托尼奖最佳音乐奖。她是2014年麦克阿瑟天才奖获得者。她也因贝克德尔测验而闻名于世。

## 早年生活
艾莉森·J·贝克德尔出生于宾夕法尼亚州的洛克黑文，是Helen Augusta（1933年–2013年）和Bruce Allen Bechdel（1936年–1980年）的女儿。她的家人是罗马天主教徒。她的父亲是一位曾驻扎在西德的退伍陆军老兵，后来成为全职的高中英语教师，兼职经营殡仪馆。她的母亲是一名演员和老师。她的父母都为她的漫画家事业做出了贡献。她有两个兄弟。1977年到1979年她提前一年离开高中就读西蒙洛克学院，后来转学到欧柏林学院，1981年毕业并获得工作室艺术和艺术史学位。貝克德爾曾說：「我的母親教我如何書寫，我的父親教我如何做一個藝術家。」

## 职业生涯

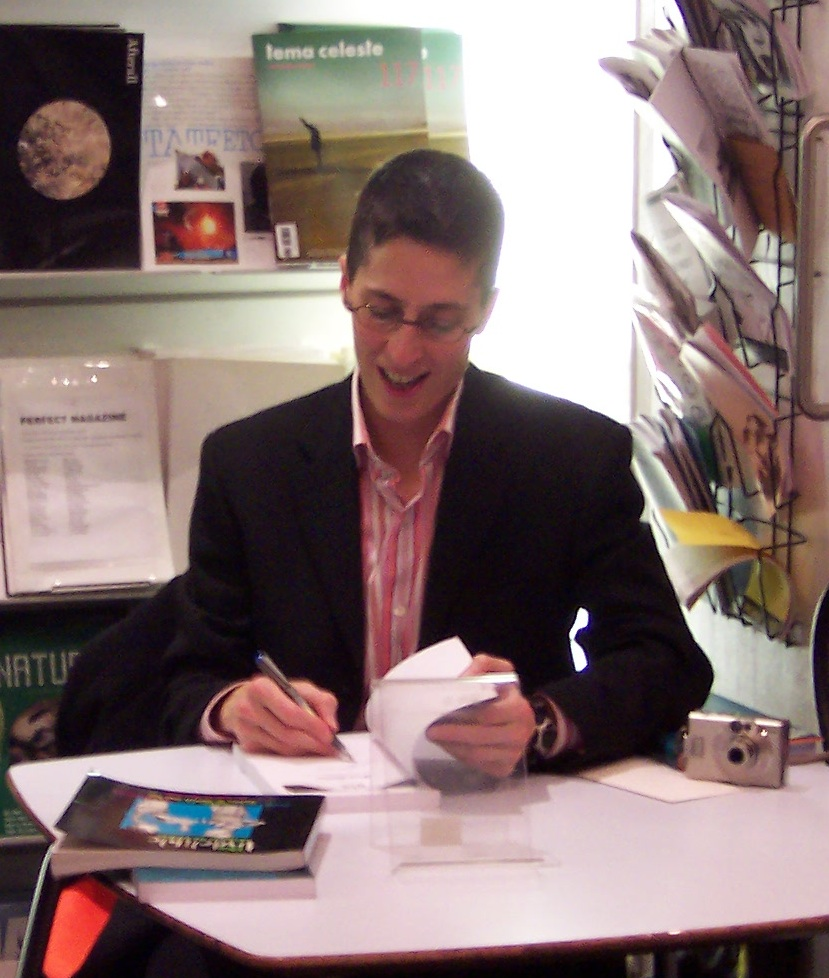
2006年艾莉森·贝克德尔在伦敦为《Fun Home》签字

贝克德尔于1981年夏天搬到曼哈頓，并申请了许多艺术学校，但都被拒绝，同时在出版社的许多办公室工作。
她开始创作《Dykes to Watch Out For》。一位熟人建议她将自己的作品发送给女权主义报纸《WomaNews》，该报在1983年6月刊上发表了她的第一部作品。贝克德尔逐渐从早期的单面画转换到多面连环画。《Dykes to Watch Out For》发展成一系列的海报和明信片，让人们看到了城市里的同性恋社区。
在最初的几年里，《Dykes to Watch Out For》没有常规角色或连续故事情节。然而，它的结构最终演变为专注一组女同性戀角色。1986年，Firebrand Books出版了一系列连环漫画集。1987年，贝克德尔在明尼苏达州圣保罗生活时，创作出了她画中的主要人物Mo和她的朋友们。《Dykes to Watch Out For》是“贝克德尔测验”的起源，它已成为电影文化讨论中经常使用的度量标准。1988年她开始为《倡导》写作一篇报道，题为“Servants to the Cause”。贝克德尔还撰写和绘制了自传连环漫画，并为杂志和网站做过插图。她于1990年成为一名全职漫画家，随后搬到佛蒙特州伯灵顿附近。她目前居住在佛蒙特州博尔顿。2012年，贝克德尔在芝加哥大学Richard和Mary L. Gray中心担任梅隆住宅艺术与实践研究员，并与Hillary Chute教授共同教授“传播：漫画与自传”。
2006年11月，贝克德尔受邀参加美國傳統英語字典的使用小组。
2017年4月6日，贝克德尔成为佛蒙特州第三位漫画家奖获得者。

## 奖项
- 石牆圖書獎 – 2007年以色列菲什曼非小说奖[15]
- 2012年比尔·怀特黑德奖（英语：Bill Whitehead Award）
- 2014年麦克阿瑟天才奖[6]
- 2013年国际精神分析教育杰出教育家论坛奖
- 2014年Lambda（英语：Lambda Literary Foundation）优秀文学奖[16]
- 2015年埃里克森学院精神健康媒体（英语：Austen Riggs Center）卓越奖[17]

由于她对漫画艺术形式的杰出贡献，漫画家联盟将贝克德尔列为12位值得终身成就的女性漫画家之一。

## 个人生活
贝克德尔19岁时出櫃承认自己是女同性恋。贝克德尔的性取向和不符合传统规范的性别是她作品核心的重要组成部分。“我作品的秘密颠覆性目标是表明女性，而不仅仅是女同性恋者，都是普通人。”2004年2月，贝克德尔与她的女友Amy Rubin结婚，并在旧金山举行了民事仪式。然而，当时该市提供的所有同性婚姻证明随后被加利福尼亚州最高法院驳回。贝克德尔和Rubin在2006年分手。贝克德尔后来与画家Holly Rae Taylor住在一起，她们于2015年7月结婚。她住在佛蒙特州博尔顿。

## 作品
- The Essential Dykes to Watch Out For (Houghton Mifflin, 2008, ISBN 978-0618968800)
- 《歡樂之家》Fun Home: A Family Tragicomic（英语：Fun Home） (Houghton Mifflin, 2006, ISBN 0-618-47794-2)
- 《我和母親之間》Are You My Mother?: A Comic Drama（英语：Are You My Mother? (memoir)） (Houghton Mifflin Harcourt, 2012, ISBN 0-618-98250-7)

## 延伸阅读
- Chute, Hillary L. . New York: Columbia University Press. 2010. ISBN 978-0-231-15062-0. OCLC 496610090.